# Donkey Kong Jr. Math
Donkey Kong Jr. Math (jap. ドンキーコングJR.の算数遊び, Hepburn: Donkī Kongu JR. no Sansū Asobi, auf Deutsch etwa „Donkey Kong Juniors Rechenspiel“) ist ein Lernspiel, das von Nintendos internem Entwicklungsstudio Nintendo Research & Development 2 entwickelt und von Nintendo veröffentlicht wurde. Erstmals erschien das Spiel am 12. Dezember 1983 für den Famicom in Japan. Am 18. Oktober 1985 erschien das Spiel in Nordamerika für das Nintendo Entertainment System (NES), die internationale Version des Famicom. 1986 erschien das Spiel auch in Europa für das NES. Im Rahmen des Virtual-Console-Angebots wurde das Spiel über Emulationen für die Wii und Wii U wiederveröffentlicht.
Das Spielprinzip von Donkey Kong Jr. Math ähnelt dem von Donkey Kong Jr. Der Spieler soll mathematische Gleichungen lösen und gibt die Lösung ein, indem er über Lianen klettert. Die Gleichungen kann er dabei entweder alleine lösen oder gegen einen zweiten menschlichen Spieler antreten.
Von Fachmagazinen wurde das Spiel negativ bewertet. Es wird als eines der schlechtesten Donkey-Kong-Spiele angesehen. Bemängelt wurden die Steuerung sowie der zu einfache Schwierigkeitsgrad des Spiels.

## Spielprinzip
Donkey Kong Jr. Math ist ein Lernspiel, in dem der Spieler den Umgang mit den vier Grundrechenarten (Addition, Subtraktion, Multiplikation und Division) üben soll. Das Spiel verfügt über zwei Spielmodi: einem Einzelspielermodus und einem Mehrspielermodus, in dem der Spieler gegen einen zweiten menschlichen Spieler antritt. Das Spielprinzip entspricht in großen Teilen dem vom Donkey Kong Jr. und wurde dem Lernziel des Spiels angepasst.
Im Einzelspielermodus wählt der Spieler, welche Grundrechenart er üben will. Donkey Kong zeigt auf ein Schild mit einer Gleichung (zum Beispiel {\displaystyle 142.764+873.660=x}). Der Spieler steuert seinen Sohn Donkey Kong Jr. und soll die Lösung der Gleichung eingeben. Dies macht der Spieler über Lianen. Jede Liane steht für eine Ziffer der Lösung (so steht eine Liane für die Einer-Stelle, eine andere für die Tausender-Stelle). Je höher Donkey Kong Jr. auf der Liane klettert, desto höher ist die Ziffer. Die Ziffer wird eingetragen, indem Donkey Kong Jr. auf der gewünschten Höhe von der Liane springt. Nach zehn gelösten Gleichungen hat der Spieler das Spiel gewonnen.
Im Mehrspielermodus tritt der Spieler gegen einen zweiten Spieler an. Donkey Kong hält ein Schild mit einer Zahl hoch. Ziel des Spiels ist es, mithilfe einzelner Ziffern und den Grundrechenarten die gesuchte Zahl zu erreichen. Über das Spielfeld sind mehrere Lianen und Inseln verteilt. Auf den Lianen sind mehrere Ziffern verteilt und auf den vier Inseln die vier Grundrechenarten abgebildet. Der Spieler gibt eine Ziffer ein, indem er Donkey Kong Jr. über die Liane mit der entsprechenden Ziffer klettern lässt. Lässt er Donkey Kong Jr. auf eine Insel fallen, so gibt er die entsprechende Rechenoperation ein. Sieger ist derjenige, der zuerst die gesuchte Zahl erreicht. Im Mehrspielermodus gibt es zwei Schwierigkeitsgrade. Im einfachen Schwierigkeitsgrad ist die gesuchte Zahl eine positive, höchstens zweistellige Zahl; im schwierigen Modus sind negative Zahlen und dreistellige Zahlen möglich.

## Entwicklung und Veröffentlichung
Donkey Kong Jr. Math wurde von Nintendos Entwicklungsteam Nintendo Research & Development 2 entwickelt. Einer der leitenden Entwickler war Toshihiko Nakagō. Das Spiel verwendet dieselbe Engine, Grafik sowie ein ähnliches Spielprinzip wie Donkey Kong Jr. Ursprünglich sollte Donkey Kong Jr. Math das erste Spiel einer dreiteiligen NES-Education-Reihe sein. In Japan erschien ポパイの英語遊び (Popeye no Eigo Asobi, auf Deutsch etwa: Popeyes Englischspiel), das zweite Spiel der Reihe. Das Spiel ist nie außerhalb Japans erschienen. Die Entwicklung des dritten Spiels wurde abgebrochen.
Das Spiel erschien weltweit für den Famicom beziehungsweise das Nintendo Entertainment System (NES), die internationale Version des Famicom. Donkey Kong Jr. Math wurde in Japan am 12. Dezember 1983 für den Famicom veröffentlicht; für das NES erschien das Spiel am 18. Oktober 1985 in Nordamerika und 1986 in Europa. Unter dem Virtual-Console-Programm der Wii und Wii U erschienen Emulationen des Spiels. Für die Wii erschien eine Emulation des Spiels am 23. März 2007 in Japan. Am 20. April 2007 folgte die Veröffentlichung in Europa und am 3. Oktober 2007 in Nordamerika. Die Wii-U-Version erschien am 28. August 2014 in Nordamerika und am 22. Januar 2015 in Europa.

## Rezeption
Donkey Kong Jr. Math wurde von Fachmagazinen negativ bewertet. So bewertete Jeremy Parish von Polygon es als das schlechteste Donkey-Kong-Spiel aller Zeiten ein. Cam Shea von IGN sagte über die Virtual-Console-Version aus, dass es eines der schlechtesten Spiele sei, die für die Virtual Console erschienen sind.
Kritisiert wurde das Spielprinzip. Lucas M. Thomas von IGN fand die Aufgaben zu einfach und die Steuerung zu verwirrend. Er meinte, dass es schwieriger sei, die Lösung über die Lianen einzugeben, als die Gleichung an sich zu lösen. Auch Frank Provo von Gamespot schätzte die Aufgaben als zu einfach ein und sagte, dass bereits Achtjährige vom Spiel nichts mehr lernen könnten.
Provo bemängelte außerdem den Umfang des Spiels, da das Spiel nur zwei verschiedene Level besitze und diese aus Donkey Kong Jr. kopiert seien. Auch Parish sah das Spiel als halbfertig an und vermutete, dass das Spiel nur herausgegeben worden sei, um einen weiteren Launchtitel für den Famicom zu haben.